# 優良放送番組推進会議
優良放送番組推進会議（ゆうりょうほうそうばんぐみすいしんかいぎ）は、日本の主要企業により組織された団体。優良な放送番組を推挙し、番組の質的向上に役立てることを目的とし、会員企業の社員を対象としたアンケート調査を実施している。略称は特にない。

## 概要
- 事務局 - 〒100-0011 東京都千代田区内幸町二丁目2-1 日本プレスセンタービル（NPO法人ネットジャーナリスト協会）
- 発足 - 2009年4月28日
- 委員長 - 有馬朗人
- 顧問 - 塩川正十郎
- 事務局長 - 月尾嘉男
- 会員企業

- 旭化成
- 旭硝子
- 出光興産
- 大阪ガス
- 関西電力
- キヤノン
- JX日鉱日石エネルギー
- 新日鐵住金
- 住友商事

- セブン&アイ・ホールディングス
- 全日本空輸
- 第一生命保険
- 大和ハウス工業
- 武田薬品工業
- 中外製薬
- 中部電力
- 東京電力
- トヨタ自動車

- 日本電信電話
- 日立製作所
- パナソニック
- みずほコーポレート銀行
- 三井物産
- 三井不動産
- 三菱重工業
- 森ビル
- リコー

## アンケート結果
- 第1回

NHKおよび民放各社の37の報道番組を対象に、2009年4月1日～4月7日に調査を実施。回答数は430人で、3点、2点、1点、0点、マイナス（集計上は0点）の5段階で評価。平均点は1.23だった。第5位までの順位は下記の通り。
- 平均点順位

1. ワールドビジネスサテライト 1.84
2. クローズアップ現代 1.83
3. 週刊こどもニュース 1.81
4. サンデーモーニング 1.59
5. NHKニュース7 1.59

- 合計点順位

1. ワールドビジネスサテライト 493
2. おはよう日本 395
3. クローズアップ現代 393
4. NHKニュース7 360
5. サンデーモーニング 349

- 第2回

NHKおよび民放各社のドキュメンタリー番組を対象に、2009年5月1日～5月7日に調査を実施。回答数は324人で、調査方法は第1回に同じ。平均点は1.42だった。第5位までの順位は下記の通り。
- 平均点順位

1. NHKスペシャル 1.81
2. 日経スペシャル ガイアの夜明け 1.80
3. 情熱大陸 1.69
4. NNNドキュメント 1.46
5. 素敵な宇宙船地球号 1.46

- 合計点順位

1. ガイアの夜明け 353
2. NHKスペシャル 349
3. 情熱大陸 318
4. 素敵な宇宙船地球号 158
5. 夢の扉 〜NEXT DOOR〜 125

- 第3回

NHKおよび民放各社のバラエティ番組を対象に、2009年6月1日～6月7日に調査を実施。